# Strenči
Strenči ['stren.tʃi]ⓘ (niem. Stackeln) – miasto w północno-wschodniej Łotwie w novadsie Valmiera. W latach 2009–2021 stolica novadsu Strenči. Ma prawa miejskie od 1928 roku.
Znajduje się tu stacja kolejowa Strenči, położona na linii Ryga – Lugaži.

## Miasta partnerskie
- Rosice